# Josef Straka
Josef Straka (* 11. února 1978 Jindřichův Hradec) je český profesionální hokejista hrající v týmu Schweinfurt Mighty Dogs.
Nastupuje na pozici útočníka.
Je vysoký 181 centimetrů, váží 87 kilogramů.
Josef Straka zahájil svou extraligovou kariéru v roce 1995 v týmu HC Chemopetrol Litvínov, hrál postupně za HC Škoda Plzeň, HC Sparta Praha, HC Znojemští Orli a v rakouské lize za EHC Linz. V sezoně 2006–2007 působil ve finské lize v Lukko Rauma a od sezony 2007–2008 hraje v KHL za tým Severstal Čerepovec.

## Hráčská kariéra
- 1995/1996 HC Chemopetrol Litvínov
- 1996/1997 HC Chemopetrol Litvínov
- 1997/1998 HC Chemopetrol Litvínov
- 1998/1999 HC Chemopetrol Litvínov
- 1999/2000 HC Chemopetrol Litvínov, HC Plzeň
- 2000/2001 HC Plzeň
- 2001/2002 HC Plzeň
- 2002/2003 HC Plzeň
- 2003/2004 HC Plzeň
- 2004/2005 HC Plzeň, HC Sparta Praha, HC Znojemští Orli, EHC Linz (Rakousko)
- 2005/2006 HC Plzeň, HC Sparta Praha Mistr české extraligy
- 2006/2007 Lukko Rauma (Finsko)
- 2007/2008 Severstal Čerepovec (Rusko)
- 2008/2009 Severstal Čerepovec (Rusko) (KHL)
- 2009/2010 Severstal Čerepovec (Rusko) (KHL)
- 2010/2011 Severstal Čerepovec (Rusko) (KHL)
- 2011/2012 Severstal Čerepovec (Rusko) (KHL), Ak Bars Kazaň (Rusko) (KHL)
- 2012/2013 Avtomobilist Jekatěrinburg (Rusko) (KHL), Lukko Rauma (Finsko)
- 2013/2014 HC Škoda Plzeň, Piráti Chomutov
- 2014/2015 ČEZ Motor České Budějovice
- 2015/2016 ČEZ Motor České Budějovice
- 2016/2017 HC Gherdëina (Itálie) podpis na 4 roky
- 2017/2018 Blue Devils Weiden
- 2018/2019 ERV Schweinfurt